# زنبور درودگر میشنر
زنبور درودگر میشنر (نام علمی: Xylocopa micheneri) نام یک گونه از سرده زنبور درودگر است.